# Черкашин, Григорий Григорьевич
Григо́рий Григо́рьевич Черка́шин (22 ноября 1921 — 13 ноября 2006) — советский офицер, лётчик-штурмовик, участник Великой Отечественной войны, 672-го штурмового Галацкого орденов Суворова и Кутузова авиационного полка 306-й штурмовой авиационной дивизии 10-й штурмовой авиационный корпус 17-й воздушной армии 3-го Украинского фронта. Герой Советского Союза (29.06.1945), лейтенант.

## До военной службы
Родился в селе Рыбное ныне Красноярского края в семье крестьянина. По национальности русский. Окончил 7 классов в городе Красноярке. Работал на паровозовагоноремонтном заводе, занимался в аэроклубе.

## В авиации
В 1941 году призван в ряды Красной Армии. В 1943 году окончил Чкаловскую (Оренбургскую) военную авиационную школу пилотов, освоил самолёты Р-5 и СБ. В 1-й запасной авиабригаде в Куйбышеве прошёл переподготовку на штурмовик Ил-2 и прибыл на пополнение в 672-й штурмовой авиационный полк.
Первый боевой вылет младшим лейтенантом Черкашиным был выполнен 22 ноября 1943 года. Через месяц боевой работы Григорий Григорьевич уже стал летать ведущим пары. Сражался на территории Украины и Молдавии, Румынии и Болгарии, Венгрии и Югославии.
К февралю 1945 года командир звена лейтенант Черкашин произвёл 175 боевых вылетов на штурмовку живой силы и боевой техники противника. Он также провёл 18 воздушных боёв, в которых сбил 2 самолёта противника. К маю 1945 года на счету лётчика-штурмовика Черкашина было уже 240 боевых вылетов, последний боевой вылет был в небе Австрии. За всё время на фронте он ни разу не был сбит, только два раза совершал вынужденную посадку на своём аэродроме. За всё время ни разу не был серьёзно ранен.
Указом Президиума Верховного Совета СССР от 29 июня 1945 года за образцовое выполнение боевых заданий командования на фронте борьбы с немецко-фашистскими захватчиками и проявленные при этом мужество и героизм лейтенанту Черкашину Григорию Григорьевичу присвоено звание Героя Советского Союза с вручением ордена Ленина и медали «Золотая Звезда» (№ 4989).
После Победы продолжил службу в армии. С 1946 года, после расформирования полка — в авиации Воздушно-десантных войск. В 1948 году, в звании подполковника Григорий Григорьевич Черкашиин уволен в запас.
После этого он уехал в Казахстан, где начал работу в гражданской авиации. Лётными машинами его были сначала почтовый По-2, затем гражданские Ли-2, Ил-12, Ил-14. В 1956 году Григорий Григорьевич одним из первых освоил реактивный Ту-104, на котором летал около 14 лет. В 1970 году, уже в Москве, он освоил Ту-154 и летал на нём до выхода на пенсию в 1982 году. В общей сложности Черкашин находился на лётной работе 42 года, его налёт составил 23000 часов. Ему было присуждено звание Заслуженный пилот СССР (1975).

## На пенсии
После выхода на пенсию Черкашин Григорий Григорьевич, проживал в городе Москве. Он участвовал в общественной жизни, патриотической работе, являлся членом КПРФ, а также возглавлял в совете ветеранов Юго-Западного административного округа Москвы секцию Героев Советского Союза.

## Смерть
Умер 13 ноября 2006 года. Похоронен в Москве на Троекуровском кладбище (участок 6а).

## Награды
- Золотая Звезда (29.06.1945, № 4989);
- орден «За заслуги перед Отечеством» IV степени;
- орден Ленина;
- орден Октябрьской Революции;
- три ордена Красного Знамени;
- орден Александра Невского;
- два ордена Отечественной войны;
- орден Красной Звезды;
- венгерский орден Красной Звезды.